# Corythucha championi
Corythucha championi är en insektsart som beskrevs av Drake och Cobben 1960. Corythucha championi ingår i släktet Corythucha och familjen nätskinnbaggar. Inga underarter finns listade i Catalogue of Life.